# Општина Валени (Олт)
Валени (рум. Văleni) општина је у Румунији у округу Олт.
Oпштина се налази на надморској висини од 131 m.